# クヌート・ラスムッセン氷河
クヌート・ラスムッセン氷河（クヌート・ラスムッセンひょうが、英: Knud Rasmussen Glacier）は、グリーンランドの北西に位置する氷河である。チューレ空軍基地の北に位置する。チャンパーリン氷河、サリスベリー氷河、ハラルド・モルトケ氷河と並び、世界で最も多量の氷を生み出す氷河と言われている。クヌート・ラスムッセン氷河は、3キロメートル以上の長さがあり、900メートルの幅がある。
グリーンランドの探検家であるクヌート・ラスムッセンに因み名付けられた。